# Токань
Тока́нь (венг. tokány) — классическое мясное блюдо венгерской кухни, в котором, как и в гуляше, пёркёльте и паприкаше, большую роль играет паприка. Токань представляет собой разновидность рагу с овощами и существует в многочисленных вариантах. Мясо для токани нарезают продолговатыми кусочками или ромбиками. В отличие от гуляша в токани меньше репчатого лука и паприки, а для вкуса добавляют сметану, грибы, зелёный горошек и зелень. Токань обычно сервируют с отварным картофелем или тархоней.
В токань по-дебреценски добавляют местные колбаски. В токань по-хераньски, любимое блюдо трансильванских немцев, помимо говядины добавляют телячьи или свиные почки. Токань семи вождей, «по старинному венгерскому способу», включает сразу три вида мяса: говядину, свинину и телятину. Баранью токань приправляют майораном. Свиную токань «по-свинопасски» приправляют помидорами и сладким перцем. Токань по-чикошски сервируют с клёцками. В рецепте токани от мэтра венгерской кухни Кароя Гунделя среди ингредиентов присутствуют помимо говяжьей вырезки гусиная печень, молодая фасоль, зелёный горошек и спаржа, блюдо сервируют с яичницей из взбитых яиц и жареным картофелем.
В молдавской кухне блюдо известно как «токана» и бывает также грибным и овощным, его традиционно сервируют с мамалыгой и консервируют впрок. В румынской кухне токану готовят не только с телятиной или свининой, но и кабаниной и медвежатиной и даже рыбой.